# Alois Closs
Alois Closs (* 27. Oktober 1893 in Neumarkt in der Steiermark; † 10. Januar 1984 in Graz) war ein österreichischer Theologe und Hochschullehrer.

## Leben
Closs' Eltern waren der Gerichtsbedienstete Alois Closs und dessen Frau Rosa, geb. Helm. Er besuchte das Stiftsgymnasium St. Paul und das Fürstbischöfliche Gymnasium in Graz und legte 1911 die Matura ab. Anschließend studierte er von 1911 bis 1915 evangelische Theologie und schloss das Studium mit dem Absolutorium ab. Er unterrichtete danach Prinz Koburg als Hauslehrer in Schladming. 1916 wurde er zum Priester geweiht. Anschließend war er Kaplan zunächst in Gnas, später in Weiz und in Kindberg. 1921 legte er seine Lehramtsprüfung ab und wurde Lehrer am Bundesrealgymnasium in Graz. Gleichzeitig studierte er bis 1927 Geologie und Mineralogie an der Universität Graz und wurde promoviert. In den folgenden Jahren besuchte er Vorlesungen zur Religionsgeschichte, 1933 ließ er sich für Studien am Institut für Völkerkunde in Wien beurlauben. 1936 wurde Closs in Graz habilitiert. Im Jahre 1939 erklärte er seine Mitarbeit am Institut zur Erforschung und Beseitigung des jüdischen Einflusses auf das deutsche kirchliche Leben der Deutschen Christen. Er war kein Mitglied der NSDAP.
Da der Religionsunterricht nach dem Anschluss Österreichs an das nationalsozialistische Deutschland in Österreich abgeschafft wurde, wurde Closs im März 1941 in den Wartestand versetzt und arbeitete anschließend ehrenamtlich beim Deutschen Roten Kreuz in Graz.
Im Juni 1942 wurde Closs in den wissenschaftlichen Dienst der Steiermärkischen Landesbibliothek überwiesen. Er blieb dort im Wartestand, bevor er 1949 rückwirkend wieder in den Dienststand aufgenommen wurde und rückwirkend mit dem Jahr 1944 in den Ruhestand versetzt wurde. Bis 1958 arbeitete Closs mit einem Sondervertrag an der Landesbibliothek.
1945 wurde Closs' Habilitierung von der theologischen an die philosophische Fakultät auf das Gebiet „Historische Ethnologie mit besonderer Berücksichtigung der vergleichenden Religionswissenschaft“ übertragen. Bis ins hohe Alter hielt er Vorlesungen über Themen der Ethnologie. 1954 wurde ihm der Titel eines außerordentlichen, 1959 eines ordentlichen Professors verliehen. 1964 wurde er zum Honorarprofessor an der theologischen Fakultät der Universität Graz ernannt. Er beteiligte sich an den Goethe-Ehrungen in Österreich. Er betätigte sich als Herausgeber zu Forschungen über afrikanische Völkerkunde.
Adolf Closs wurde auf dem Zentralfriedhof Graz beigesetzt.

## Werke (Auswahl)
- De virtute religionis in se eiusque in organismo virtutum gradu. Universität Graz, Graz 1916 (Graz, Univ., Diss., 1916).
- Neue Problemstellungen in der germanischen Religionsgeschichte. In: Anthropos. Bd. 29 (1934), S. 478–496.
- Die Religion des Semnonenstammes. In: Wilhelm Koppers (Hrsg.): Die Indogermanen- und Germanenfrage: neue Wege zu ihrer Lösung. Pustet, Salzburg, Leipzig 1936 (Wiener Beiträge zur Kulturgeschichte und Linguistik: 4), S. 549–673.
- Urzeitforschung in der Sicht von heute. In: Stimmen der Zeit: die Zeitschrift für christliche Kultur. Bd. 138 (1941), Heft 2, S. 48–54.
- Um die Urzeit der arischen Vorgermanen. In: Stimmen der Zeit: die Zeitschrift für christliche Kultur. Bd. 138 (1941), Heft 2, S. 71–77.
- Das Versenkungsopfer. In: Wilhelm Koppers (Hrsg.): Kultur und Sprache [ein Festband dem 4. Internationalen Kongreß für Anthropologie und Ethnologie gewidmet vom Institut für Völkerkunde der Universität Wien]. Verl. Herold, Wien 1952 (Wiener Beiträge zur Kulturgeschichte und Linguistik; 9), S. 66–107.
- Altpersiens religiöse Leistung und Tragik. In: Zeitschrift für Missionswissenschaft und Religionswissenschaft: ZMR. Bd. 37 (1953), Heft 1, S. 35–56.
- Die Religion der Germanen in ethnologischer Sicht. In: Franz König (Hrsg.) Christus und die Religionen der Erde: Handbuch der Religionsgeschichte. Bd. 1: Der ur- und vorgeschichtliche Bereich. Herder, Freiburg 1956, S. 267–366.
- Historische Ethnologie und Germanistik: das Gestaltproblem in der Völkerkunde. In: Anthropos. Bd. 51 (1956), S. 834–891.
- Das Heilige und die Frage nach einem germanischen Totemismus. In: Kurt Rudolph (Hrsg.): Festschrift Walter Baetke: dargebracht zu seinem 80. Geburtstag am 28. März 1964. Böhlau, Weimar 1966, S. 79–84.
- Fragen und Gesichtspunkte zum Megalithikum an kanarischen Steindenkmälern. In: Mitteilungen zur Kulturkunde. Bd. 1 (1966), S. 102–116.
- Abgrenzung und Aufriß einer speziellen historischen Ethnologie. In: Carl August Schmitz (Hrsg.): Historische Völkerkunde. Akademische Verlags-Gesellschaft, Frankfurt a. M. 1967 (Akademische Reihe. Ethnologie), S. 173–198.
- „Los concheros“: Kultur- und Religionshistorisches über Steinbauten und Felsen auf Hierro. In: Anthropos. Bd. 63/64 (1968/69), S. 892–903.
- Der Anteil Österreichs an der Erforschung der kanarischen Altertümer. In: Almogaren. Nr. 1 (1970), S. 17–39 (Digitalisat).
- Die nautischen Voraussetzungen der kanarischen Landnahme und transatlantischer Kultureinflüsse aus dem Alteurafrikanischen „Westeuropa“. In: Almogaren. Nr. 2 (1971), S. 21–38 (Digitalisat).
- Altkanarier und Indogermanentum, religions- und kulturvergleichend. In: Almogaren. Nr. 3 (1972), S. 35–58.
- Prophetismus und Schamanismus aus der religionsethnologischen Perspektive. In: Kairos. N.F. 14 (1972), S. 200–213.
- Zerstückelung in autosuggestiver Imagination, im Mythos und Kult. In: Temenos: nordic journal of comparative religion. Bd. 15 (1979), S. 5–40.
- Kategoriale Umstrittenheit religiöser Begriffe. In: Humanitas religiosa: Festschrift für Haralds Biezais zu seinem 70. Geburtstag. Almqvist & Wiksell, Stockholm 1979, ISBN 91-22-00378-9. S. 178–193.
- Qumu lillahi qanitina (Sure 2,238). In: Roswitha Germana Stieger (Hrsg.) Al-Hudhud: Festschrift Maria Höfner zum 80. Geburtstag. Karl-Franzens-Univ., Graz 1981, S. 45–56.
- Iranisches im Islam. In: Irmtraut Seybold (Hrsg.): Meqôr ḥayyîm: Festschrift für Georg Molin zu seinem 75. Geburtstag. Akademische Druck- und Verlagsanstalt, Graz 1983, ISBN 3-201-01230-0, S. 53–71.

### Als Herausgeber und Koautor
- mit Julius Schütz und Alexander Graf (Hrsg.): Jahr der Ehrfurcht. Vier Reden zum Goethe-Jahr, gehalten vom Direktor der Steiermärkischen Landesbibliothek und zwei seiner Mitarbeiter. Leykam, Graz, Wien 1949.
- mit Dominik Josef Wölfel (Hrsg.): Monumenta Linguae Canariae. Die Kanarischen Sprachdenkmäler. Eine Studie zur Vor- und Frühgeschichte Weißafrikas. Akademische Druck- und Verlagsanstalt, Graz 1965.